# Fumio Kishida
Fumio Kishida (n. 29 iulie 1957, Shibuya, Tōkyō, Japonia) este un politician japonez care ocupă funcția de prim-ministru al Japoniei din 4 octombrie 2021. De asemenea, este președintele Partidului Liberal Democrat (PLD) din 29 septembrie 2021. Membru al Camerei Reprezentanților, a fost anterior ministru al afacerilor externe din 2012 până în 2017 și în calitate de ministru al apărării în funcție în 2017, a prezidat și Consiliul de cercetare a politicilor din 2017 până în 2020. A câștigat alegerile pentru conducerea PLD din 2021 cu 60,2% din voturi în turul doi împotriva lui Taro Kono, și îi succede anteriorului lider de partid Yoshihide Suga în funcția de prim-ministru al Japoniei la 4 octombrie 2021.